# Dinastia salomónica
A dinastia salomónica (português europeu) ou dinastia salomônica (português brasileiro) foi a antiga casa imperial da Abissínia (Etiópia), em que seus membros alegam descendência linear de Salomão de Israel e da Rainha de Sabá, sendo esta última, conforme o Kebra Nagast, a que deu à luz Menelique I depois de sua visita biblicamente descrita a Salomão, em Jerusalém. Estas reivindicações de ascendência salomônica tornam a casa real da Etiópia entre as duas mais antigas do mundo (a outra é a Casa Imperial do Japão).
Os reis salomônicos são conhecidos pelo ritual de coroação, onde os reis axumitas não possuíam. Pelo contrário, a realeza posterior explorou o prestígio religioso e histórico da Igreja de Santa Maria de Sião axumita, tornando-o seu local de coroação cerimonial. 
No século XIV d.C., Ámeda-Sion I foi nomeado Gabra Masqal. Depois que o sufixo Nan foi usada como o nome real durante o tempo do sucessor do rei Davi I (1380-1412). O terceiro filho de Davi (Tacla-Mariam), que reinou por quatro anos, recebeu o nome do trono Hezb Nan. O primeiro filho e sucessor de Hezb Nan foi Sarué-Jesus. O seu nome de trono era Meherka Nan. Ámeda-Jesus, o segundo filho de Herb Nan, recebeu o nome de Badel Nan.
A dinastia salomônica governou a Etiópia com poucas interrupções até 1974, quando o último imperador, Haile Selassie I, foi deposto. 